# Walter Pochlatko
Walter Pochlatko (* 7. Oktober 1901 in Linz; † 1986 in Graz) war ein österreichischer Bildhauer und Schriftsteller.

## Leben und Wirken
Walter Pochlatko wurde am 7. Oktober 1901 in Linz geboren. Nach abgeschlossener Schulbildung studierte er an der TH Graz unter Anton Weinkopf und war in weiterer Folge vier Jahre an der Akademie der bildenden Künste Wien, wo er unter anderen von Josef Müllner unterrichtet wurde. Anlässlich der 26. Jahresausstellung der Genossenschaft bildender Künstler Steiermarks im Landesmuseum erhielt Pochlatko den Staatspreis für Gesamtleistung. Am 7. Dezember 1932 wurde ihm anlässlich der 29. Jahresausstellung besagter Genossenschaft abermals die goldene Staatsmedaille für Gesamtleistung verliehen. 1933 war er in Paris tätig, ab 1935 in Berlin und 1945 ließ er sich in Graz nieder. Im Dezember 1946 stellte er unter anderem zusammen mit den Malern Rudolf Gattinger, Pipo Peteln und Franz Trenk bei einer kleinen Kunstausstellung zwei Wochen lang in den Verkaufsräumen der Firma Gebrüder Thonet in der Grazer Herrengasse aus.
Zum 1. Juni 1933 trat er der NSDAP bei (Mitgliedsnummer 1.619.926).
Zeitlebens schuf er neben Sport-, Krieger- und Tier-Plastiken auch Porträts und andere Kunstwerke im öffentlichen Raum. 1940 und 1941 war er auf der Großen Deutschen Kunstausstellung in München vertreten. Von der Österreichischen Bundesregierung wurde das Mitglied der Vereinigung Bildender Künstler Steiermark für sein Gesamtwerk mit dem Österreichischen Staatspreis für bildende Kunst ausgezeichnet.
Er ist Verfasser des Buches Jugoslawien, das Tor zum Orient, das im Jahre 1940 über den Saturn-Verlag in Wien und Leipzig veröffentlicht wurde. Bereits ein Jahr zuvor wurde über denselben Verlag Pochlatkos Buch Zwischen Halbmond und Kreuz. Ein Deutscher erlebt Jugoslawien publiziert.
Zu seinen Verwandten zählen der Schauspieler Werner Pochlatko, der Filmschaffende Dieter Pochlatko sowie dessen Söhne Jakob und Florian und der Autor Herbert Pochlatko. Der 2002 verstorbene Filmproduzent Peter Pochlatko war ein Bruder von Werner und Dieter Pochlatko. Deren Vater Erich, der Bruder von Walter Pochlatko, war vor allem in den 1950er Jahren ein Produzent erfolgreicher und preisgekrönter Filme.

## Werke (Auswahl)
- 1940: Tanzendes Mädchen (Statue, Bronze; ausgestellt 1940 auf der Großen Deutschen Kunstausstellung)[12]
- 1941: Dr. H. E, Göring (Büste, Bronze; ausgestellt 1941 auf der Großen Deutschen Kunstausstellung)[13]
- 1947: Tänzerin: Bronzefigur auf Kunststeinsockel, im Grazer Volksgarten (auf Höhe der Adresse Hanuschgasse 8)
- 1950/1951: Rosariumbrunnen, Kniendes Mädchen mit Delfin: Bronzefigur mit Marmorsockel, Opernring, Graz
- 1951: Sportler und Sportlerin: Bronzefiguren, im Garten der Otto-Möbes-Volkswirtschaftsschule, Stiftingtalstraße 246, Graz
- 1954: Raufende Jungen: Bronze, auf der Grünfläche der Dr.-Karl-Renner-Schule, Flötzerweg 61, Linz
- 1954: Fassadengestaltung: Figur (Terrakottarelief), bei der Adresse Jauerburggasse 2, Graz
- 1956: Spielende Bären: Bronzegruppe, bei der Adresse Strauchergasse 24, Graz
- 1957: Diskobol: Bronzefigur beim Landessportzentrum Graz, Jahngasse 3, Graz
- 1960: Liegende Frau: Polyesterharzplastik, vor dem Gebäude Geidorfgürtel 42, Graz
- 1963: Fassadengestaltung Sitzende und Stehende Figuren: Terrakottarelief, bei der Adresse Körblergasse 26, Graz
- 1963: Fassadengestaltung Stehende Frauen: Polyesterharzreliefs, bei der Adresse Laimburggasse 25, Graz
- 1963: Liegende Pferde: Terrakottareliefs, bei der Adresse Liebenauer Hauptstraße 30, Graz
- 1966: Seelöwenbrunnen: Bronzegruppe auf Kunststein-Brunnenschale, bei der Adresse Josef-Pongratz-Platz 1, Graz
- 1967: Liegendes Pferd: Sandstein, bei der Adresse Lazarettgürtel 2, Graz
- 1968: Sitzender Eisbär: Kunststein, auf der Grünfläche des Hochhauses mit der Adresse Kärntner Straße 212, Graz
- Zierbrunnen: Naturstein, bei der Höheren Bundeslehranstalt für wirtschaftliche Frauenberufe, Schrödingerstraße 5, Graz

## Galerie (Auswahl)

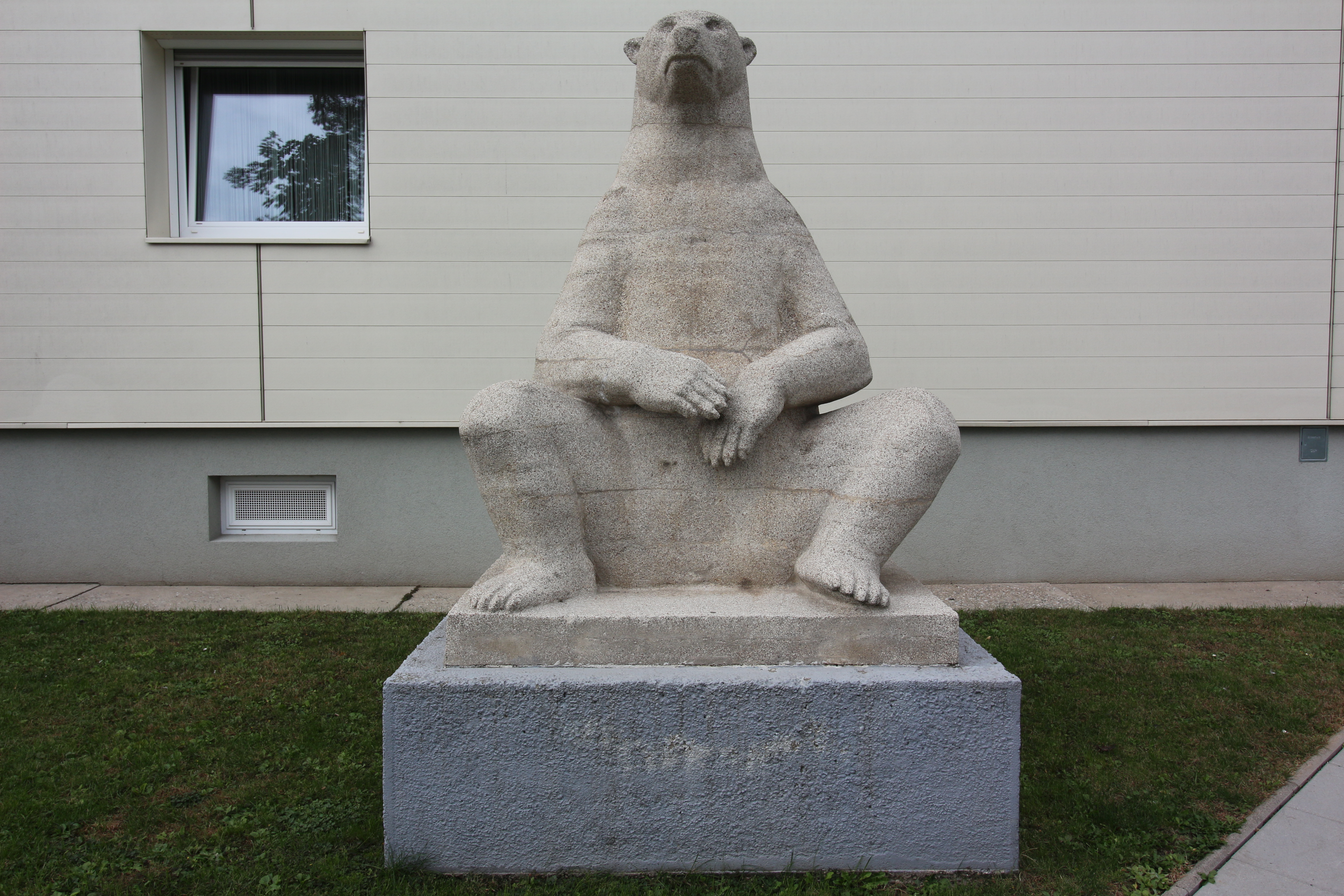
Sitzender Eisbär aus dem Jahre 1968; bei der Adresse Kärntner Straße 212 in Graz; hierfür reiste Pochlatko nach Spitzbergen um Eisbären zu studieren
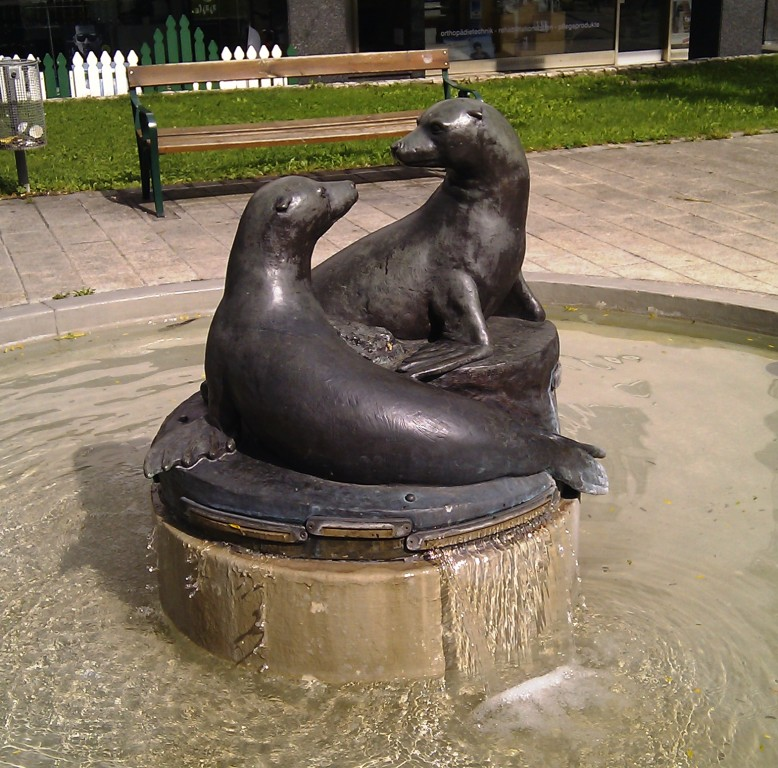
Seelöwenbrunnen aus dem Jahre 1966; bei der Adresse Josef-Pongratz-Platz 1 in Graz
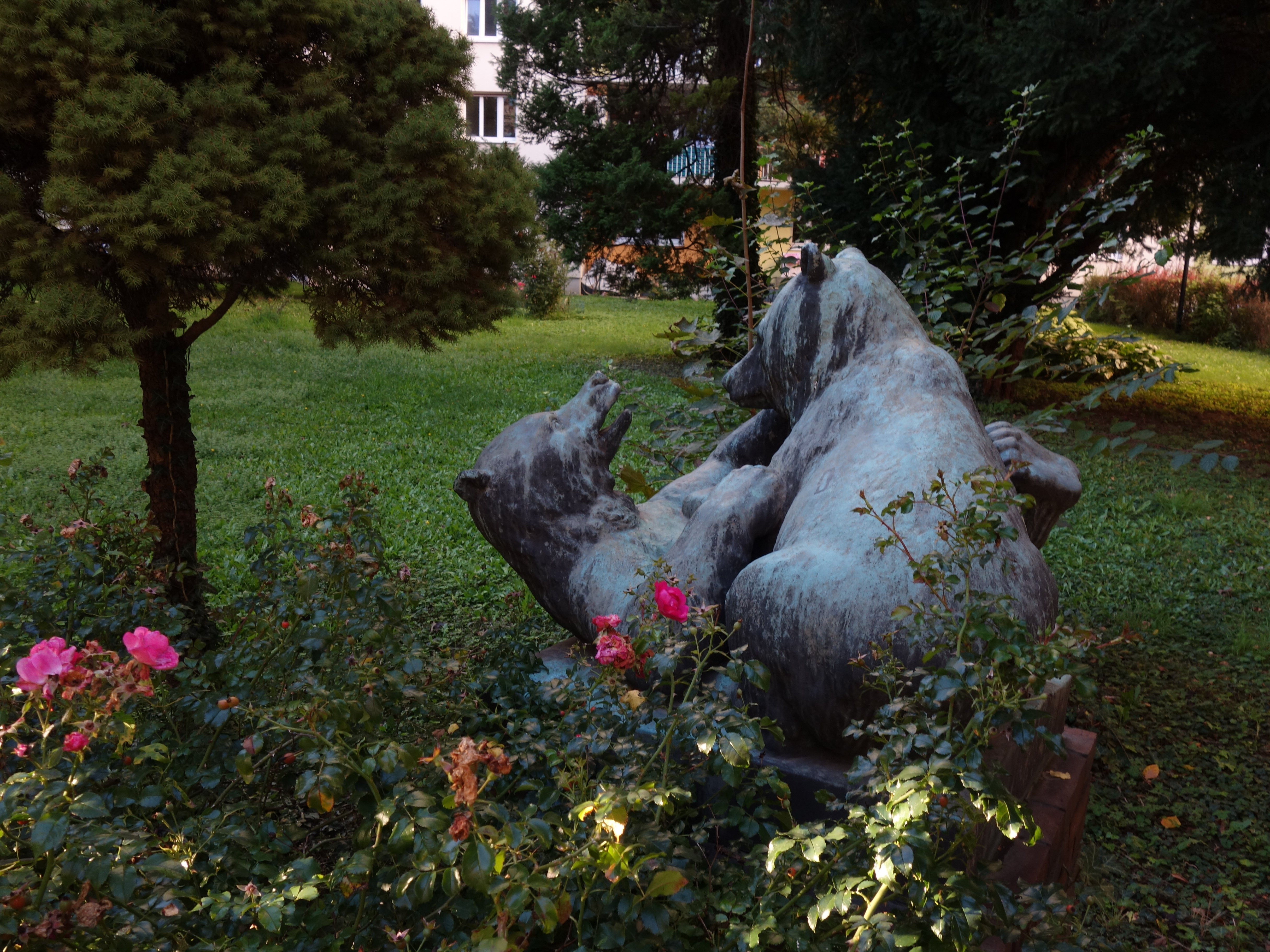
Spielende Bären aus dem Jahre 1956; bei der Adresse Strauchergasse 24 in Graz
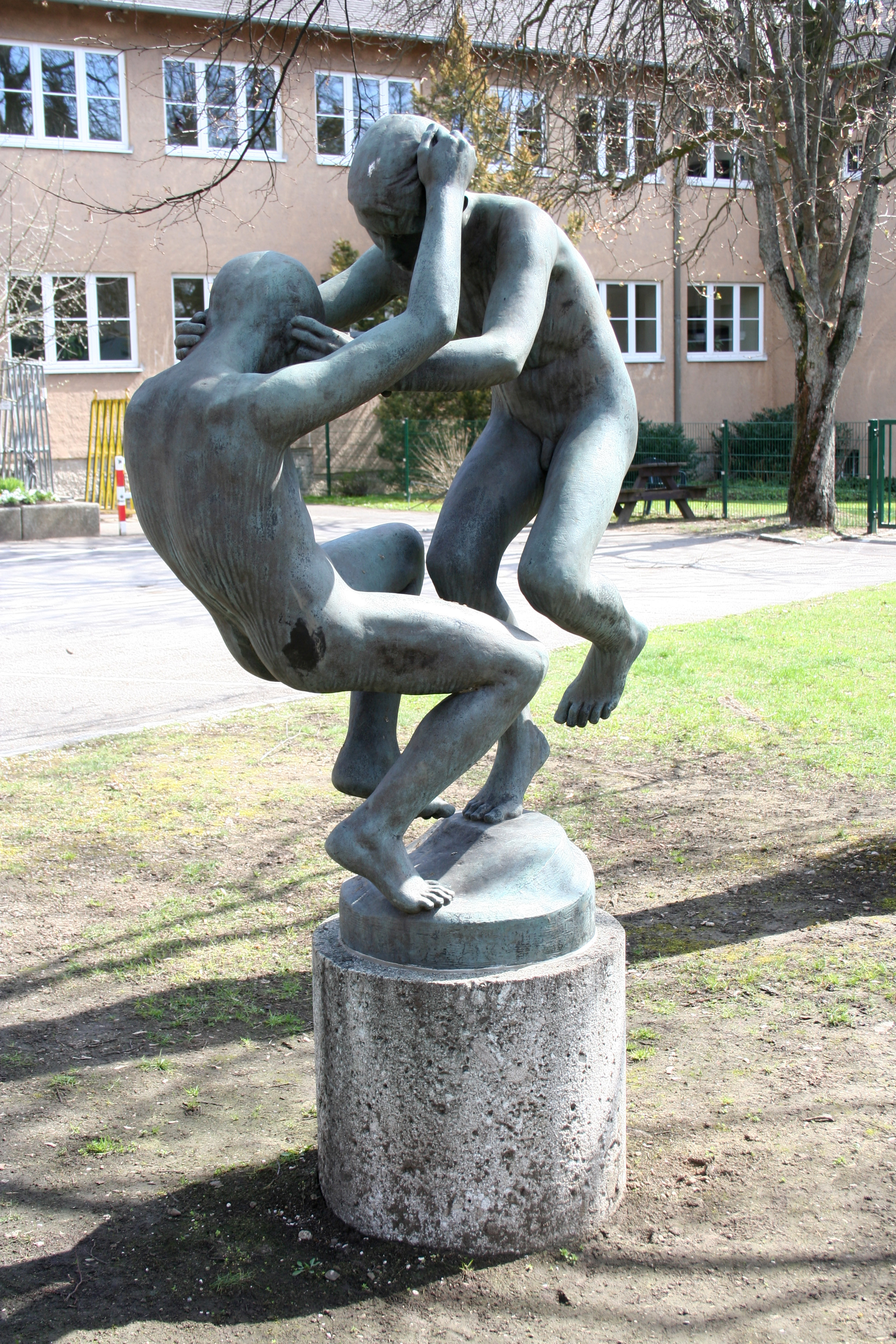
Raufende Jungen aus dem Jahre 1954; auf der Grünfläche der Dr.-Karl-Renner-Schule, Flötzerweg 61 in Linz